# Танграм
Танграм (кит.七巧板, пиньинь qī qiǎo bǎn, букв. «семь дощечек мастерства») — головоломка, состоящая из семи плоских фигур, которые складывают определённым образом для получения другой, более сложной, фигуры (изображающей человека, животное, предмет домашнего обихода, букву или цифру и т. д.). Фигура, которую необходимо получить, при этом обычно задаётся в виде силуэта или внешнего контура. При решении головоломки требуется соблюдать два условия: первое — необходимо использовать все семь фигур танграма, и второе — фигуры не должны накладываться друг на друга.

## История
Танграм, возможно, ведёт своё происхождение от яньцзиту (燕几圖) — вида мебели, появившегося во времена империи Сун. Как мебель яньцзиту претерпела некоторые изменения за время правления династии Мин, а в дальнейшем превратилась в набор деревянных фигурок для игры.
Хотя танграм часто считают изобретением глубокой древности (см. Стомахион), первое печатное упоминание о нём встречается в китайской книге, изданной в 1813 году и написанной, очевидно, в правление императора Цзяцина.
Появление танграма на западе относят не ранее чем к началу XIX столетия, когда эти головоломки попали в Америку на китайских и американских судах.
Слово «танграм» впервые было использовано в 1848 году Томасом Хиллом, в дальнейшем президентом Гарвардского университета, в его брошюре «Головоломки для обучения геометрии».
Писатель и математик Льюис Кэрролл считается энтузиастом танграма. У него хранилась китайская книга с 323 задачами.
У Наполеона во время его изгнания на остров Святой Елены был набор для танграма и книга, содержащая задачи и решения. Фотографии этого набора содержатся в книге Джерри Слокума The Tangram Book.
Книга Сэма Лойда «Восьмая книга Тан» (англ. The Eighth Book Of Tan), вышедшая в 1903 году, содержит вымышленную историю танграма, согласно которой эта головоломка была изобретена 4 тысячи лет назад божеством по имени Тан. Книга включает 700 задач, некоторые из которых неразрешимы.

## Фигуры
Размеры приведены относительно большого квадрата, стороны и площадь которого принимают равными {\displaystyle \scriptstyle {1}} :
- 5 прямоугольных треугольников:
  - 2 маленьких (с гипотенузой, равной {\displaystyle \scriptstyle {1/2}} и катетами {\displaystyle \scriptstyle {{\sqrt {2}}/4}}),
  - 1 средний (гипотенуза {\displaystyle \scriptstyle {1/{\sqrt {2}}}} и катеты {\displaystyle \scriptstyle {1/2}}),
  - 2 больших (гипотенуза {\displaystyle \scriptstyle {1}} и катеты {\displaystyle \scriptstyle {1/{\sqrt {2}}}}),
- 1 квадрат (со стороной {\displaystyle \scriptstyle {{\sqrt {2}}/4}});
- 1 параллелограмм (со сторонами {\displaystyle \scriptstyle {1/2}} и {\displaystyle \scriptstyle {{\sqrt {2}}/4}} и углами {\displaystyle \scriptstyle {45^{\circ }}} и {\displaystyle \scriptstyle {135^{\circ }}}).

Среди этих семи частей параллелограмм выделяется отсутствием у него зеркальной симметрии (он обладает только вращательной симметрией), так что его зеркальное отражение можно получить, только перевернув его. Это единственная часть танграма, которую требуется перевернуть, чтобы сложить определённые фигуры. При использовании одностороннего набора (в котором переворачивать фигуры запрещено) есть фигуры, которые можно сложить, в то время как их зеркальное отражение — нельзя.

## Парадоксы
Существует кажущийся парадокс танграма: каждый раз полностью используя весь набор, можно сложить две фигуры, одна из которых кажется подмножеством другой. Один такой случай приписывается Дьюдени: две похожие фигуры изображают монахов, но у одной из них при этом есть нога, а у другой фигуры её нет. Разрешение этого парадокса приводится во многих источниках, в том числе по ссылке. Решение состоит в том, что форма кажущихся одинаковыми частей фигур различается («безногая» фигура длиннее той, у которой есть нога), их площади также различаются ровно на площадь «ноги».
Другой парадокс предлагается Лойдом в «Восьмой книге Тан»:

Седьмая и восьмая фигуры изображают загадочный квадрат, составленный из семи частей. Затем угол квадрата срезали, но при этом всё равно используются те же семь частей.
Оригинальный текст (англ.)The seventh and eighth figures represent the mysterious square, built with seven pieces: then with a corner clipped off, and still the same seven pieces employed.

Решение данного парадокса не приводится в книге Лойда. Другие неразрешённые задачи из этой книги обсуждаются по ссылке.
- Парадокс Дьюдени
- Парадокс Лойда

## Подсчёт конфигураций
Ван Футрайн и Сюн Цюаньчжи (熊全治) доказали в 1942 году, что существуют только тринадцать выпуклых конфигураций танграма (таких, что отрезок прямой, проведённый между любыми двумя точками внешнего контура, пройдёт только через точки, заключённые внутри этого контура).

Книга Рональда Рида «Танграм: 330 задач» (англ. Tangrams: 330 Puzzles) просит читателей присылать любые другие фигуры. Такое условие создаёт множество хотя и с гораздо большим числом элементов, чем множество выпуклых фигур, но всё же конечное.
В ответ было предложено приблизительно 6,13 миллиона возможных конфигураций, в каждой из которых при этом хотя бы одна вершина и хотя бы одна сторона любой части совпадают с вершиной и стороной другой части.

## Педагогическое значение танграма
Способствует развитию у детей умения играть по правилам и выполнять инструкции, наглядно-образного мышления, воображения, внимания, понимания цвета, величины и формы, восприятия, комбинаторных способностей.